# Клешнин, Аким Фёдорович
Аким Федорович Клешнин (1691 - ум. после 1747) — русский геодезист, картограф и путешественник, исследователь Северо-Запада России в рамках работ по созданию Атласа Всероссийской империи 1734 года. 
Аким Федорович Клешнин в 1710 году из недорослей поступил в Московскую математическую и навигацкую школу. В 1715 году он был переведен в только что открытую Санкт-Петербургскую морскую академию и определен в геодезический класс. В 1720 году стал преподавателем этой академии. 
В 1721 году по Указу принимал участие в размежевании и съемке новой русско-шведской границы, устанавливаемой по результату по Ништадтского мира. В дальнейшем находился на работах в Санкт-Петербургской, Новгородской и Московской губерниях. В 1723-1733 гг. выполнял обширнейшую программу съемок Северо-Запада России. В 1734-1737 гг. находился в составе Оренбургской экспедиции, которую возглавлял И.К Кирилов, а после его смерти — В.Н. Татищев. За успехи в картографических работах в Оренбургском крае произведен в подпоручики.
В 1738-1739 гг. выполнял съемку в Вятской. В сентябре 1740 г. в село Верхосунском у А. Клешнина произошел конфликт со священником И. Степановым, в ходе которого геодезист избил священника и занял его дом. После жалобы священника в Священный синод было начато судебное разбирательство, которое длилось несколько лет и было закрыто после смерти истца и основных свидетелей. 
В 1744 г. подает прошение о выходе в отставку, но оно не было удовлетворено и А.Ф. Клешнин направляется для проведения межевых работ в новгородской вотчине императрицы Елизаветы I, а затем преподавал арифметику и геометрию в школе при Сенатской конторе в Москве. 
22 декабря (по старому стилю) 1747 г. отправлен в отставку с повышением в звании до поручика. После отставки отправился в родовое имение в селе Ступино Тошинской волости Вологодского уезда. 